# Mette Schjoldager
Mette Schjoldager (* 21. April 1977 in Viby, Roskilde Kommune, auf der Insel Seeland) ist eine dänische Badmintonspielerin.

## Karriere
Mette Schjoldager nahm mit Jens Eriksen als Partner am Mixed-Turnier der Olympischen Sommerspiele 2000 teil. Im Viertelfinale unterlagen sie Tri Kusharyanto und Minarti Timur aus Indonesien, die später die Silbermedaille gewannen. Mette und Jens wurden aber Zweite bei den im selben Jahr ausgetragenen Europameisterschaften.
Bei den Europameisterschaften 2002 gewann sie zusammen mit Jens Eriksen das Finale gegen Gail Emms und Nathan Robertson und gewann somit die Goldmedaille. Bei derselben Veranstaltung war Mette zusammen mit Pernille Harder auch im Finale der Disziplin Damendoppel, das sie aber gegen die auch dänische Paarung Jane F. Bramsen und Ann-Lou Jørgensen verlor.
Bei den Olympischen Sommerspielen 2004 nahm Schjoldager wieder zusammen mit Pernille Harder im Frauen-Doppel teil, wo sie im Achtelfinale ausschied. Daneben startete sie erneut mit Jens Eriksen im Mixed-Doppel. Die beiden erreichten das kleine Finale und gewannen mit dem Sieg über die ebenfalls aus Dänemark stammenden Jonas Rasmussen und Rikke Olsen die Bronzemedaille. Bei der im selben Jahr ausgetragenen Europameisterschaften erreichte Mette im Damendoppel und im Mixed jeweils den dritten Platz, wiederum mit denselben Spielpartnern.
2006 erreichte Mette zusammen mit Jens Eriksen an den Europameisterschaften im Mixed den zweiten Platz, im Damendoppel schied sie zusammen mit Britta Andersen im Viertelfinale aus.